# John Hawkins
Sir John Hawkins (29 de março de 1719 – 21 de maio de 1789) foi um escritor, musicólogo e magistrado britânico.
Seu pai o queria um arquiteto, mas seguiu de início uma carreira comercial. Casou-se em 1753 com Sidney Storer e retirou-se dos negócios em 1759, quando sua esposa recebeu uma grande herança. Em 1763 elaborou um relatório sobre as estradas inglesas que se tornou a base do Highway Act de 1835. Como juiz de paz atuou no condado de Middlesex. Foi tornado cavaleiro em 1772 em virtude de seus bons trabalhos públicos.
Como escritor deixou uma edição de obras de Shakespeare, uma biografia de Samuel Johnson e A General History of the Science and Practice of Music (1776), que lhe tomou dezesseis anos para ser concluída.